# 伊犁府
伊犁府，清朝时设置的府。
光绪十四年（1888年）改伊犁厅置，治所在绥定县（今新疆维吾尔自治区霍城县）。属新疆省。辖境约当今新疆维吾尔自治区伊犁地区。1913年废。